# 大日本帝国憲法第36条
大日本帝国憲法第36条（だいにほん/だいにっぽん ていこくけんぽう だい36じょう）は、大日本帝国憲法第3章にある、帝国議会についての規定である。

## 現代風の表記
何人も、同時に両議院の議員であることはできない。